# シーフォートスクエア
シーフォートスクエアは、東京都品川区東品川の天王洲アイルの一角にある高層ビルなどがある街区の総称である。
シーフォートとは「海の砦」を意味し、第四台場跡地となる同地の歴史的な面影を残したネーミングとなっている。

## 概要
天王洲アイルの東北角地にあたる、この開発に併せて新設された天王洲アイル駅に隣接した約22000平方メートルを対象に、地権者である三菱商事、第一ホテルエンタープライズ、第一ホテル（現・阪急阪神ホテルズ）、宇部興産（現・UBE）の四者が一体的にホテル、コンドミニアム、商業施設、オフィス、劇場等を有するコンプレックスビルを建設したもので、1992年（平成4年）7月20日にオープンした。
建物は天王洲アイル駅側に三棟連続した超高層オフィスビルとホテルなどのタワー棟、劇場、センターコートなどで構成される。タワー棟にはオープン時、シティグループ、宇部興産（現：UBE）などが本社を置いたが、後に撤退。劇場や商業施設は三菱商事の子会社が運営していたが、後にその権利はオリックスに売却された。

## 施設

### シーフォートタワー
街区の北側にある建物で、下層階（地下1階から地上3階）および上層階（23階から27階）が「第一ホテル東京シーフォート」だったが、2023年（令和5年）2月末で営業を終了した。
その後、ベストホスピタリティーネットワークが取得し、改装後IHGホテルズ&リゾーツの「ANAホリデイ・イン東京ベイ」として2025年4月24日に開業した。
4階から22階はコンドミニアムとして各社の区分所有形態をとり、分譲あるいは賃貸住宅として使用されている。

### センタービルディング
街区中央にあるテナントビルで、三菱商事と第一ホテルエンタープライズの所有だった。テイクアンドギヴ・ニーズ等が入居している。

### 東京フロントテラス
街区の北側にある建物で、センタービルディングとJTBビルとの三連構造になっている。旧称シティグループセンター。米国シティコープに一括売却され、シティグループが日本の拠点ビルとして使用していた。後にシティグループはビルを売却し撤退した。

### JTBビル
街区南側にある建物で、旧称UBEビル。宇部興産が東京本社を置いていたが、2000年（平成12年）8月に浜松町のシーバンスN館（東京都港区芝浦）に移転し、JTBグループにビルを売却した。これに伴い名称もJTBビルに改められた。なお、JTBは業績悪化のため、ビルを2021年（令和3年）に売却したが、賃貸契約を結び引き続き入居している。

### 天王洲 銀河劇場
敷地内にある劇場で、旧称アートスフィア。オープン時は三菱商事の子会社による運営だった。しかし、2005年（平成17年）に商業施設とともにオリックスに売却され、劇場の運営ノウハウを持たないオリックスからホリプロに運営が任され、翌年10月、同社が設立した銀河劇場が「天王洲 銀河劇場」として再オープンさせ、劇場も取得した。その後、2016年（平成28年）2月1日付で、ホリプロは劇場を代々木アニメーション学院グループに売却している。

### シーフォートスクエア
ビル下層階にある商業施設。オープン時は上述の劇場と同様、三菱商事の子会社による運営だったが、オリックスへの売却を経て、2010年（平成22年）9月からJLLモールマネジメント（現：JLLリテールマネジメント）が運営を受託していた。現在は一般社団法人 エリアマネジメントが運営している。

### シーフォートスクエア地下駐車場
地下1階にある自走式・機械式併用の駐車場。地下駐車場には各エレベーターよりシーフォートスクエア各ビルにアクセス可能。
- 駐車台数 計466台[9]
- 地下平面式 50台
- 地下機械式 416台

## アクセス
- 東京臨海高速鉄道りんかい線・東京モノレール羽田線・天王洲アイル駅直結。徒歩1〜2分程度。
- 品川駅より都営バス（品96系統）の天王洲アイルバス停下車。徒歩1分 - 2分程度。